# 古氏天竺鯛
古氏天竺鯛（學名：[Apogon gouldi] 错误：{{Lang}}：文本有斜体标记（帮助）），為輻鰭魚綱天竺鯛科天竺鯛屬下的一個種，分布於中西大西洋百慕達群島、巴哈馬海域，深度55至262公尺，本魚體延長，長橢圓形，體稍側扁，頭及眼睛大，口大且斜裂，頜齒細小，鋤骨和腭骨通常具齒，舌上無齒，後前鰓蓋骨的邊緣呈鋸齒狀，鰓蓋骨後緣棘不發達，體被弱櫛鱗，下頷較上頷稍長而突出，側線完全，第二背鰭下方有擴散的網狀條紋，尾柄有寬帶，尾鰭差形，背鰭硬棘7枚、背鰭軟條9枚、臀鰭硬棘2枚、臀鰭軟條8枚，體長可達6.6公分，棲息在礁石區，屬肉食性，夜行性，以小型無脊椎動物為食，繁殖期時，雄魚具有口孵習性，卵約7日化成仔魚，由雄魚吐出，具短暫的仔魚飄浮期。